# Władysław Bartoszewski
Władysław Bartoszewski (pronunție în poloneză [vwaˈdɨswaf bartɔˈʃɛfskʲi]  ( ascultă)) (n. 19 februarie 1922, Varșovia, Polonia – d. 24 aprilie 2015, Varșovia, Polonia) a fost un politician, istoric și publicist polonez, ministru de externe al Poloniei în anul 1995 și între anii 2000-2001.

## Biografie

### Deținut la Auschwitz-Birkenau
A fost deținut în lagărul național-socialist de concentrare de la Auschwitz-Birkenau. În 1944 a luat parte la revolta din Ghetoul Varșoviei. După război s-a alăturat Partidului Popular Polonez (Polskie Stronnictwo Ludowe, PSL), singurul partid legal de  opoziție față de dominația comuniștilor de la putere, orientați spre stalinism în acea vreme.  

### Deținut al comuniștilor
Din 1946 până în aprilie 1948, respectiv din decembrie 1949 până în august 1954 a fost deținut politic sub regimul comunist.

### După 1989
După 1989 a obținut două mandate de ministru de externe. S-a ocupat intens cu punerea în practică a reconcilierii polono-germane. La sfârșitul vieții a fost consilier al premierei Ewa Kopacz (Platforma Civică) în probleme europene.

### După 90 de ani
La împlinirea vârstei de 90 de ani a fost felicitat de președintele german Joachim Gauck cu cuvintele
„Ca martor ocular, Władysław Bartoszewski a aflat de ce sunt în stare oamenii - atât în bine cât și în rău.”